# Powiat Zirc
Powiat Zirc (węg. Zirci járás) – jeden z dziesięciu powiatów komitatu Veszprém na Węgrzech. Siedzibą władz jest miasto Zirc.

## Miejscowości powiatu Zirc
- Zirc – siedziba władz powiatu
- Bakonybél
- Bakonynána
- Bakonyoszlop
- Bakonyszentkirály
- Borzavár
- Csesznek
- Csetény
- Dudar
- Lókút
- Nagyesztergár
- Olaszfalu
- Pénzesgyőr
- Porva
- Szápár[2]